# Szekér Gergő

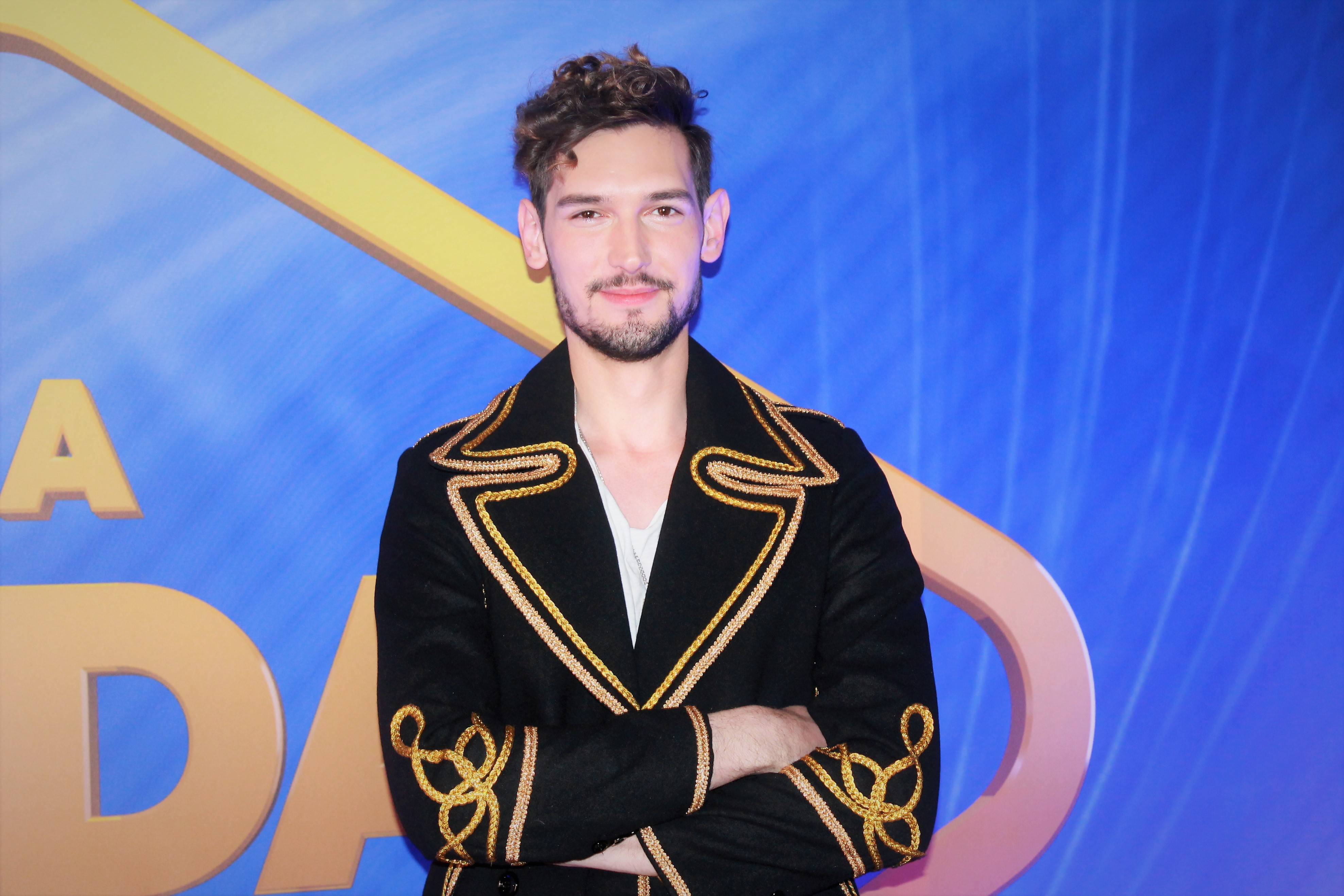
Szekér Gergő a 2019-es Eurovíziós Dalfesztivál magyarországi előválogatójának első adásában az MTVA székházában

Szekér Gergő (Párkány, Szlovákia, 1995. március 14. –) magyar énekes, színész, zeneszerző az X-Faktor nyolcadik évadának versenyzője, a 2019-es Eurovíziós Dalfesztivál magyarországi előválogatójának döntőse.

## Pályafutása
1995-ban született a felvidéki Párkányban. Általános iskolai tanulmányait a Liszt Ferenc Zeneiskola zongora és ének szakán végezte. 2014-ig Szegeden tanult, a Kelemen László Színitanodában, ott tett szert első színpadi gyakorlatára a Szegedi Nemzeti Színházban. 2016-ban szerezte meg színész szakképesítését a Gór Nagy Mária Színitanoda Egyesület Művészeti Szakközépiskolában.
2014-ben jelentkezett az X-Faktorba, ahol a Táborban véget ért számára a verseny. 2018-ban ismét indult az X-Faktorban, ahol Puskás Peti mentoráltjaként lett ismert, és végül a második élő adásáig jutott.
2018. december 3-án bejelentették, hogy a Duna eurovíziós dalválasztó műsorába, A Dal 2019-be bejutott a Madár, repülj! című dalával, melynek zenei alapját és dalszövegét is saját maga szerezte. Először 2019. január 19-én, a nemzeti dalválasztó első válogatójában lépett színpadra, ahol a zsűri és a nézők szavazatai alapján holtversenyben az első helyen végzett, és továbbjutott az elődöntőbe. Szekér a 2019-es Eurovíziós Dalfesztivál magyarországi előválogatójának döntőse volt.
Két évvel később bejutott A Dal 2021 tehetségkutató műsorba Hazatérsz című saját szerzeményével. A dalszöveg társszerzője Varga Viktor rendező, a szarvasi Cervinus Teátrum főrendezője volt. Az ezt követő időszakban sok időt töltött külföldön, és az ott megélt élmények megerősítették abban, hogy a hazai kultúra őrzése, a magyar zene fejlesztése az ő feladata is. 2023-ban Hol jársz? című dalával jutott be A Dal 2023 tehetségkutató műsorba. Mind a két alkalommal az első válogató adásnál véget ért számára a verseny.

## Magánélete
2024 áprilisában az RTL Reggeli műsorában beszélt először nyíltan homoszexualitásáról.

## Diszkográfia

### Kislemezek
| Év   | Dal                  | Legmagasabb helyezés | Legmagasabb helyezés   | Legmagasabb helyezés | Legmagasabb helyezés | Legmagasabb helyezés | Legmagasabb helyezés | Album                  |
| Év   | Dal                  | Mahasz               | Mahasz                 | Mahasz               | Mahasz               | Mahasz               | Mahasz               | Album                  |
| Év   | Dal                  | Rádiós Top 40        | Editors' Choice Top 40 | Magyar Rádiós Top 40 | Dance Top 40         | Single Top 40        | Stream Top 40        | Album                  |
| ---- | -------------------- | -------------------- | ---------------------- | -------------------- | -------------------- | -------------------- | -------------------- | ---------------------- |
| 2019 | Madár, repülj!       | –                    | –                      | –                    | –                    | 26                   | –                    | Nem jelent meg albumon |
| 2019 | Távol jár            | –                    | –                      | –                    | –                    | –                    | –                    | Nem jelent meg albumon |
| 2020 | Hazatérsz            |                      |                        |                      |                      |                      |                      | Nem jelent meg albumon |
| 2021 | Temetés              |                      |                        |                      |                      |                      |                      | Nem jelent meg albumon |
| 2021 | Virágos őszi délután |                      |                        |                      |                      |                      |                      | Nem jelent meg albumon |

## Film
- A pince (2017)
- Drága örökösök (2019)
- OK, computer (2020)

## Színházi zenék
- Csongor és Tünde (2018)
- Temetés, abszurd vígjáték (2021)
- Betyárok MUSICAL (2022)
- Tea a Szenátor úrnál (2023)